# Robert Dumontois
Robert Michel Dumontois (Lyon, 6 de agosto de 1941-Saint-Paul-lès-Romans, 15 de junio de 2022) fue un deportista francés que compitió en remo.
Participó en dos Juegos Olímpicos de Verano en los años 1960 y 1964, obteniendo una medalla de plata en Roma 1960 en la prueba de cuatro con timonel. Ganó una medalla de bronce en el Campeonato Mundial de Remo de 1962 y medalla de bronce en el Campeonato Europeo de Remo de 1961.

## Palmarés internacional
| Juegos Olímpicos   | Juegos Olímpicos       | Juegos Olímpicos  | Juegos Olímpicos   |
| Año                | Lugar                  | Medalla           | Prueba             |
| ------------------ | ---------------------- | ----------------- | ------------------ |
| 1960               | Roma (Italia)          | Medalla de plata  | Cuatro con timonel |
| Campeonato Mundial |                        |                   |                    |
| Año                | Lugar                  | Medalla           | Prueba             |
| 1962               | Lucerna (Suiza)        | Medalla de bronce | Ocho con timonel   |
| Campeonato Europeo |                        |                   |                    |
| Año                | Lugar                  | Medalla           | Prueba             |
| 1961               | Praga (Checoslovaquia) | Medalla de bronce | Ocho con timonel   |